# Обрите (Пултуський повіт)
Обрите (пол. Obryte) — село в Польщі, у гміні Обрите Пултуського повіту Мазовецького воєводства.
Населення — 1112 осіб (2011).
У 1975-1998 роках село належало до Остроленцького воєводства.

## Демографія
Демографічна структура станом на 31 березня 2011 року:
|          | Загалом | Допрацездатний вік | Працездатний вік | Постпрацездатний вік |
| -------- | ------- | ------------------ | ---------------- | -------------------- |
| Чоловіки | 567     | 80                 | 418              | 69                   |
| Жінки    | 545     | 84                 | 310              | 151                  |
| Разом    | 1112    | 164                | 728              | 220                  |